# Fundação Pró-Memória de São Carlos
A Fundação Pró-Memória de São Carlos (FPMSC) é uma fundação brasileira pertencente ao município de São Carlos cuja função é preservar e difundir o patrimônio histórico e cultural do município. Sua estrutura abriga o Museu de São Carlos, o Arquivo Público e Histórico e o Museu de Pedra "Tinho Leopoldino". 

## Histórico
A Fundação foi criada pela em 1993 através da Lei Municipal nº 10.655/1993 e consolidada pela Lei Municipal nº 13.002/2002, com a finalidade de preservar e difundir o patrimônio histórico e cultural do Município de São Carlos. Para realizar esse trabalho, a Fundação Pró-Memória está organizada nos seguintes setores:
- Divisão de Arquivo e Documentação: responsável pela organização, tratamento técnico e disponibilização ao público do acervo documental e iconográfico do Município, garantindo a salvaguarda, a preservação e a disseminação desse patrimônio. Atende a Administração Pública Municipal, Instituições Públicas e Privadas, estudantes, pesquisadores e cidadãos interessados.
- Divisão da Preservação do Patrimônio Material e Imaterial: responsável pela gestão de politicas relativas à preservação do patrimônio artístico e arquitetônico do Município; pelo acompanhamento de reforma e restauros em prédios históricos e de valor arquitetônico; pela organização do Museu de São Carlos e do Museu de Pedra "Tinho Leopoldino", localizado em Santa Eudóxia.
- Divisão de Pesquisa e Divulgação: responsável por projetos e pesquisas relativas à história e à memória do Município. Em parceria com os demais setores da Pró-Memória, produz exposições, publicações, oficinas, palestras, entre outras atividades e produtos empreendidos pela instituição e que visam à divulgação do patrimônio histórico e cultural local.

Entre os anos de 2002 e 2003, a Fundação Pró-Memória de São Carlos fez um primeiro levantamento (não-publicado) dos "imóveis de interesse histórico" (IDIH) da cidade de São Carlos. Neste levantamento foram analisados mais de 3 mil imóveis inseridos na poligonal de interesse que abrangia  cerca de 160 quarteirões. Dentre os imóveis analisados, 1.410 possuíam arquitetura original do final do século XIX. Entre estes, 150 conservavam suas características originais, 479 tinham alterações significativas, e 817 estavam bastante descaracterizados.

## Inventários de bens
O último inventário de bens patrimoniais do município de São Carlos foi publicado em 2021 e a poligonal histórica delimitada pela FPMSC "compreende a malha urbana de São Carlos da década de 40". A poligonal é apresentada em mapa publicado no site da FPMSC, onde há a indicação de bens em processo de tombamento ou já tombados pelo Condephaat (órgão estadual), bens tombados na esfera municipal e imóveis protegidos pela municipalidade (FPMSC).
De acordo com o Decreto nº 271/2015 as edificações históricas da cidade são classificadas pela FPMSC em 6 categorias:
Categoria 1: correspondem às edificações tombadas em quaisquer instâncias, municipal, estadual ou federal, sendo proibida a demolição e permitidas ou não reformas, desde que seguidas as orientações específicas dos órgãos competentes
Categoria 2: correspondem às edificações em processo de tombamento em quaisquer instâncias, municipal, estadual ou federal, sendo proibida a demolição e permitidas ou não reformas, desde que seguidas as orientações específicas dos órgãos competentes.
Categoria 3: correspondem às edificações de especial interesse histórico cultural. Em caso de reformas nos imóveis, devem ser preservadas as fachadas e a volumetria;
Categoria 4: correspondem a conjuntos de edificações de especial interesse histórico cultural, sendo recomendada sua preservação, embora seja permitida a demolição e/ou reforma.
Categoria 5: correspondem às edificações de interesse histórico cultural, que mantêm a maioria das características originais, sendo recomendada sua preservação, embora seja permitida a demolição e/ ou reforma.
Categoria 6: correspondem às edificações de interesse histórico cultural que ainda possuem características originais, mas que já foram objeto de alteração, sendo recomendada sua preservação, embora seja permitida a demolição e/ou reforma. 

## Estrutura administrativa
Sua estrutura abriga o Museu de São Carlos e o Arquivo Público e Histórico (unidades localizadas na antiga Estação Ferroviária de São Carlos) e o Museu de Pedra "Tinho Leopoldino" (localizado no Distrito de Santa Eudóxia). O Arquivo Público e Histórico é gerido pela Divisão de Arquivo e Documentação da Pró-Memória (APH-FPMSC) e atua na guarda e no acesso ao público dos documentos custodiados pela FPMSC, tais como antigas Certidões de óbitos (1896-2013) e de casamento (1890-1993) que ocorreram no município, documentação administrativa da Prefeitura (1934-1982) e da Câmara Municipal de São Carlos, coleção de jornais da cidade, e alguns fundos privados como de Álvaro Guião, Mário Tolentino, Octavio Damiano e da Família Patrizzi.
Também possui dois Conselhos deliberativos. O Conselho Municipal de Defesa do Patrimônio Histórico, Artístico e Ambiental de São Carlos (COMDEPHAASC) que delibera, fiscaliza e propõe diretrizes sobre os bens materiais e imateriais da cidade; o Conselho Curador, que examina, propõe e aprova as atividades desenvolvidas pela FPMSC, e o Conselho Fiscal, que examina a parte financeira da instituição. Os conselhos são formados por representantes das instituições educacionais locais, da sociedade civil e do poder público. As reuniões acontecem periodicamente para discussões dos possíveis projetos relacionados ao patrimônio cultural do município de São Carlos (São Paulo). Os membros dos conselhos podem ser conhecidos através da página da FPMSC.

## Processos de tombamento
| “ | Categoria 1: são edificações tombadas em quaisquer níveis (municipal, estadual ou federal) e inscritas no Inventário de Bens Patrimoniais do Município, sendo proibida a demolição e permitidas ou não reformas, desde que seguidas as orientações específicas do processo de tombamento e da aprovação do projeto pela Prefeitura Municipal, pela entidade e conselho municipal de defesa do patrimônio, e demais órgãos competentes, federais, estaduais e/ou municipais. | ” |
|   | |   |

| “ | Categoria 3: são edificações de especial interesse histórico-cultural, inscritas no Inventário de Bens Patrimoniais do Município, sendo proibida a demolição. Em caso de reformas nesses imóveis, devem ser preservadas a volumetria, fachadas e aberturas (portas e janelas), mediante aprovação do projeto pela Prefeitura Municipal, pela entidade e conselho municipal de defesa do patrimônio, e demais órgãos competentes, federais, estaduais e/ou municipais. | ” |
|   | |   |

| “ | Categoria 5: são edificações de interesse histórico-cultural, que mantêm a maioria das características originais, sendo recomendada sua preservação, embora seja permitida a demolição e/ou reforma, mediante aprovação do projeto pela Prefeitura Municipal de São Carlos e pelo órgão municipal de defesa do patrimônio. | ” |
|   | |   |

A equipe de profissionais da Fundação Pró-Memória de São Carlos realiza os levantamentos e estudos sobre edificações históricas e encaminha o material para o COMDEPHAASC, que é o responsável por deliberar sobre o tombamento. Após o tombamento de um patrimônio, a FPMSC não se responsabiliza por sua conservação e restauração. O proprietário do imóvel é o responsável e pode solicitar da municipalidade a isenção do IPTU, como forma de incentivo fiscal para a manutenção de sua edificação.